# Mircea Cărtărescu

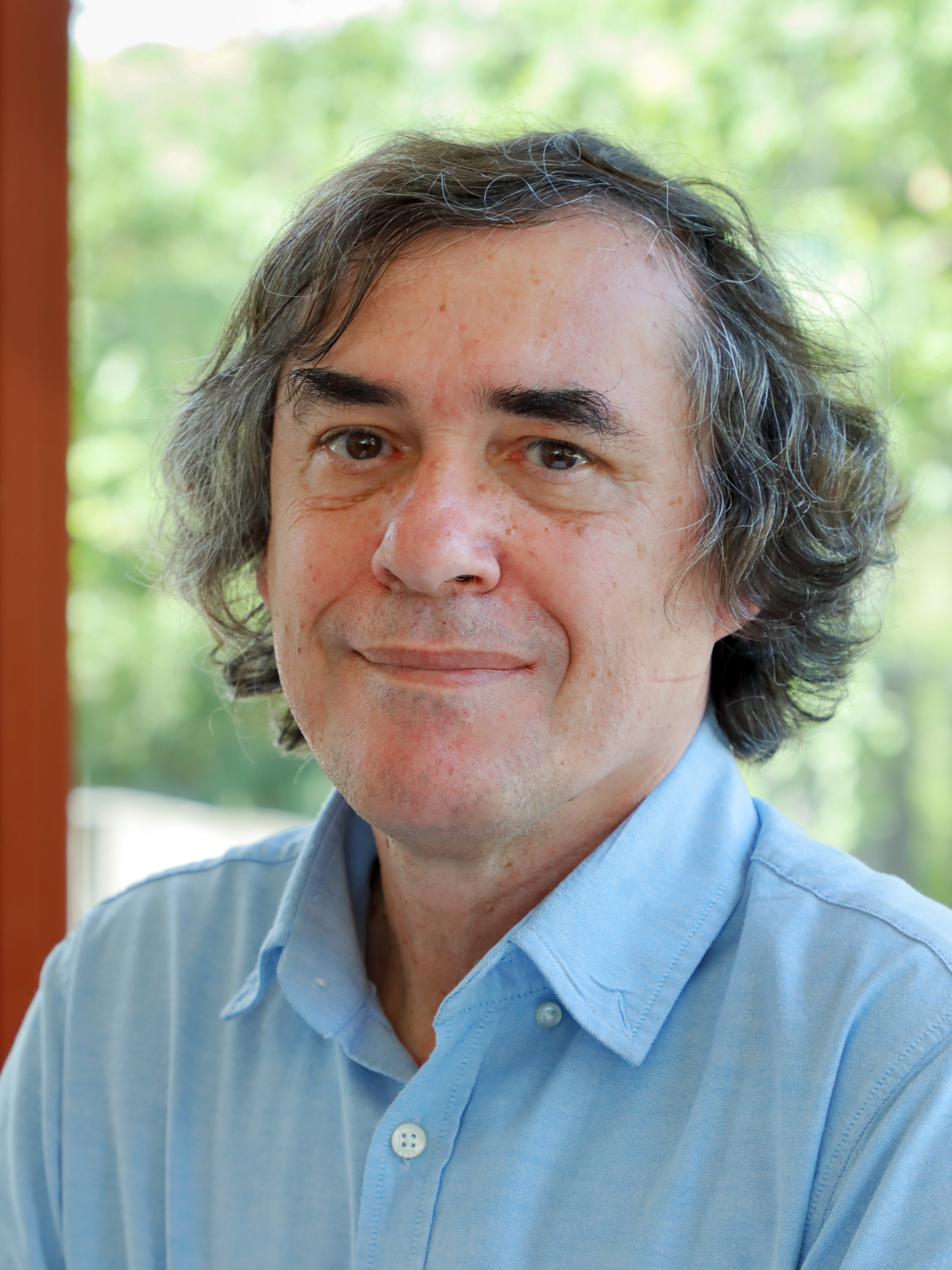
Mircea Cărtărescu (2024)

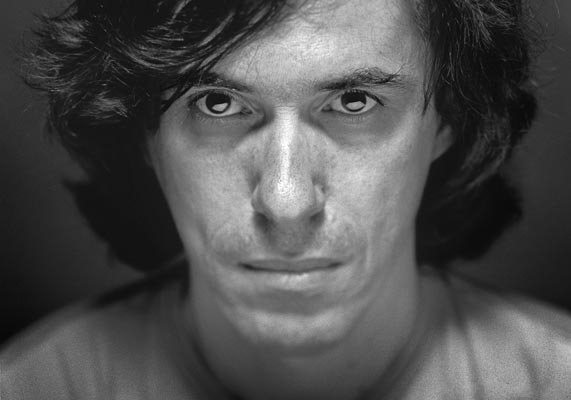
Mircea Cărtărescu (2003)

Mircea Cărtărescu, Aussprache ˈmirt͡ʃe̯a kərtəˈresku, (* 1. Juni 1956 in Bukarest) ist ein rumänischer Schriftsteller.

## Leben
Mircea Cărtărescu stammt aus ärmlichen Verhältnissen und wuchs in Bukarest auf. Nach einem Philologiestudium und mehrjähriger Tätigkeit als Gymnasiallehrer arbeitete er als Lektor für rumänische Sprache und Literatur an der Universität Bukarest.
In den 1980er-Jahren bewegte sich Cărtărescu in Rumänien in Literaturkreisen und einer Gruppe Bukarester Schriftsteller, deren Bedeutung für ihn grundlegend war: „Eigentlich war die Wirklichkeit eine Parallelwelt der Literaturkreise, denn die waren für uns die Normalität.“
Im Jahr 1989 reiste er nach Westeuropa und Amerika und erlebte dabei einen „Kulturschock“. Über dieses und andere wichtige Themen seiner Biografie und seines literarischen Selbstverständnisses gab er 2012 ausführlich Auskunft in einem langen Gespräch, das in der Literaturzeitschrift Sinn und Form erschien.
In den Jahren 1994/95 lebte er ein Jahr lang in Amsterdam. Die Eindrücke dieser Zeit verarbeitete er in seinem Roman Der Körper. Cărtărescus Frau stammt aus einer Pfingstlerfamilie.

## Wirken
Seine schriftstellerische Vorliebe galt bis 1989 ausschließlich der Poesie. Seit 1978 erschienen von ihm Gedicht- und Erzählbände. Der Gedichtband Faruri, vitrine, fotografii („Scheinwerfer, Schaufenster, Lichtbilder“) brachte ihm 1980 den Preis des Rumänischen Schriftstellerverbandes. In den folgenden zwanzig Jahren veröffentlichte Cărtărescu Poeme de amor („Liebesgedichte“), Totul („Das Ganze“), Levantul („Levante“), Dragostea („Die Liebe“), Dublu CD („Doppelte CD“) und 50 Sonete („50 Sonette“). Er selbst hält das nicht übersetzte – und, wie er sagt, unübersetzbare – Versepos Levantul für sein „bestes Buch“.
Über das, was Poesie für ihn bedeutet, über seine Hinwendung von der Lyrik zur Prosa, über seine zentralen Werke Orbitor und das Poem Levantul („Levante“), über das „Balkanische“ in seinen Werken gab er 2012 in dem erwähnten Gespräch in Sinn und Form ausführlich Auskunft. Über das Spezifische der rumänischen Postmoderne, über die er promoviert hatte, sagte er: „Wir entdeckten die Postmoderne im Vergleich zum Westen ziemlich spät, Ende der siebziger, Anfang der achtziger Jahre. Meine Generation benutzte den Terminus, um einen Bruch mit der europäischen Dichtungstradition zu markieren und eine neue Tradition zu schaffen, die ihren Ausgangspunkt in der amerikanischen Literatur hatte. Aber wir verwendeten ihn in erster Linie ideologisch im Sinne einer literaturpolitischen Konfrontation und erst in zweiter Linie ästhetisch oder theoretisch“.
Nach langjähriger publizistischer Mitarbeit bei den wichtigsten Literaturzeitschriften Rumäniens leistete Cărtărescu 1999 auch als Literaturkritiker einen wichtigen Beitrag zur Diskussion um die Erneuerungswege der (rumänischen) Literatur: Seine Dissertation Postmodernismul românesc („Der rumänische Postmodernismus“) ist eine Analyse der rumänischen Gegenwartsliteratur aus der Sicht der Postmoderne.
Der 2007 auf Deutsch erschienene Roman Die Wissenden ist der erste Teil einer Trilogie, die im Original den Titel Orbitor trägt. Deren dritter Teil erschien im Herbst 2007 in Rumänien. Die Eindrücke seiner Amsterdamer Zeit verarbeitete er in seinem Roman Der Körper. Das Haus der Kulturen der Welt zeichnete Cărtărescu im Jahr 2012 für diesen Roman mit dem Internationalen Literaturpreis aus. Mit Der Körper sei dem Autor ein fulminanter Roman und sprachlich elektrisierendes Kunstwerk von seltener Intensität und Leuchtkraft gelungen. Die Selbsterkundung des Icherzählers Mircea werde zur Welterkundung und breite ein literarisch vernetztes Denken aus, das kleinste und größte Elemente der Existenz zusammenführe, das Denken und Sprechen in neuronaler Metaphorik mit dem Kosmos verwebe, urteilte die Jury.
Ebenfalls bei Suhrkamp erschienen 2008 seine Kurzerzählungen „Warum wir die Frauen lieben“, die Übersetzung des rumänischen Bestsellers von 2005 (De ce iubim femeile, Humanitas).
Zu Ernest Wichners Cărtărescu-Übersetzungen meinte Ronald Pohl (Der Standard) anlässlich des Erscheinens von Melancolia, sie seien „stets federnd und wunderbar ausgehört“. Laut Pohl handle sich bei Melancolia jedoch nicht um einen Erzählband (wie angegeben), sondern um einen verwegenen Kindheitsroman, um Traumimagination.
In Theodoros (2024) erzählt Cărtărescu die fiktive Geschichte des Aufstiegs eines einfachen Mannes zum Kaiser von Äthiopien: Das Werk kombiniert historische Fakten mit mythischen und fantastischen Elementen, wobei die Handlung im 19. Jahrhundert beginnt und sich durch verschiedenste Welten und Zeiten bewegt; Theodoros erlebt dabei zahlreiche Abenteuer, von der Mitgliedschaft in einer Räuberbande bis hin zur Herrschaft über Äthiopien, wo er als blutrünstiger Despot endet, wobei Cărtărescu reale historische Ereignisse mit surrealen Erzählsträngen verwebt, die oftmals ins Kosmologische und Allegorische abdriften.
Cărtărescu ist heute auch im Westen anerkannt als einer der bedeutendsten Vertreter des rumänischen Postmodernismus.

## Werke (Auswahl)
- Nostalgia. Aus dem Rumänischen von Gerhardt Csejka. Verlag Volk und Welt, Berlin 1997, ISBN 3-353-01094-7.
- Selbstporträt in einer Streichholzflamme. Gedichte. Aus dem Rumänischen von Gerhardt Csejka. DAAD Berliner Künstlerprogramm, Berlin 2001, ISBN 3-89357-099-3.
- Warum wir die Frauen lieben. Geschichten. Aus dem Rumänischen von Ernest Wichner. Suhrkamp Verlag, Frankfurt am Main 2008, ISBN 978-3-518-41961-8.
- Travestie. Aus dem Rumänischen von Ernest Wichner. Suhrkamp Verlag, Berlin 2010, ISBN 978-3-518-42179-6.
- Die schönen Fremden. Erzählungen. Aus dem Rumänischen von Ernest Wichner. Zsolnay Verlag, Wien 2016, ISBN 978-3-552-05780-7.
- Solenoid. Roman. Aus dem Rumänischen von Ernest Wichner. Zsolnay Verlag, Wien 2019, ISBN 978-3-552-05948-1.[10]
- Melancolia. Erzählungen. Aus dem Rumänischen von Ernest Wichner. Zsolnay Verlag, Wien 2022, ISBN 978-3-552-07305-0.
- Schwarzer Regenbogen. Gedichte. Aus dem Rumänischen und mit einer Nachbemerkung von Ernest Wichner. In: Sinn und Form 1/2024, S. 80–89.
- Theodoros. Roman. Aus dem Rumänischen von Ernest Wichner. Zsolnay Verlag, Wien 2024, ISBN 978-3-552-07509-2.[11]

Orbitor-Trilogie:
- Die Wissenden. 1. Teil. Aus dem Rumänischen von Gerhardt Csejka. Zsolnay Verlag, Wien 2007, ISBN 978-3-552-05406-6.
- Der Körper. 2. Teil. Aus dem Rumänischen von Gerhardt Csejka und Ferdinand Leopold. Zsolnay Verlag, Wien 2011, ISBN 978-3-552-05504-9.
- Die Flügel. 3. Teil. Aus dem Rumänischen von Ferdinand Leopold. Zsolnay Verlag, Wien 2014, ISBN 978-3-552-05689-3.

## Auszeichnungen, Ehrungen
- 1980: Preis der Rumänischen Schriftsteller-Vereinigung
- 1989: Preis der Rumänischen Akademie
- 1990: Preis der Rumänischen Schriftsteller-Vereinigung, Preise der Literaturzeitschriften Flacăra, Ateneu, Tomis und Cuvântul
- 1992: Le Rêve nominiert für: Prix Médicis, Prix Union Latine, Le meilleur livre étranger
- 1994: Preis der Rumänischen Schriftsteller-Vereinigung, ASPRO-Preis, Preis der Moldawischen Schriftsteller-Vereinigung
- 1996: ASPRO-Preis, Preise der Literaturzeitschriften Flacăra, Ateneu, Tomis und Cuvântul
- 1997: Preise der Literaturzeitschriften Flacăra, Ateneu, Tomis und Cuvântul
- 1999: Französische Übersetzung von Orbitor nominiert für französischen Prix Union Latine
- 2000: Preis der Rumänischen Schriftsteller-Vereinigung
- 2002: ASPRO-Preis, AER-Preis
- 2006: Orden für kulturelle Verdienste im Range Groß-Offizier (Ordinul „Meritul cultural“ în grad de mare ofițer), verliehen durch den Staatspräsidenten Rumäniens
- 2012: Internationaler Literaturpreis – Haus der Kulturen der Welt
- 2013: Spycher: Literaturpreis Leuk mit Michael Roes[12]
- 2015: Leipziger Buchpreis zur Europäischen Verständigung für seine Orbitor-Romantrilogie
- 2015: Österreichischer Staatspreis für europäische Literatur
- 2016: Premio Gregor von Rezzori für Der Körper[13]
- 2018: Thomas-Mann-Preis[14]
- 2018: Premio Formentor de las Letras[15]
- 2022: FIL-Preis
- 2022: Los Angeles Times Book Prize, Kategorie „Fiction“, für Solenoid[16]
- 2024: International DUBLIN Literary Award für Solenoid[17]